# Amerikansk ginseng
Amerikansk ginseng (Panax quinquefolius) er en flerårig, urteagtig plante med en opret, fladedækkende vækst. Den hører hjemme i det østlige Nordamerika.

## Beskrivelse
Stænglen er glat, men skællet forneden, og den bærer 1-5 blade. Bladene er langstilkede og sammensatte med 5-7 småblade. Disse småblade er omvendt ægformede med lang spids og grovtakket rand. Oversiden er blank, og begge bladsider er blegt græsgrønne. 
Blomstringen foregår i juni, hvor man finder blomsterne samlet i endestillede, kuglerunde skærme. De enkelte blomster er næsten regelmæssige med grønligt-hvide kronblade. Frugterne er røde stenfrugter.
Rodsystemet består af en kraftig, lodret jordstængel og grove, trævlede rødder.
Højde x bredde og årlig tilvækst: 0,50 x 0,50 m (50 x 50 cm/år).

## Hjemsted
Arten er naturligt udbredt i det østlige USA og i staterne Ontario og Quebec i Canada. Her vokser den som skovbundsplante på skyggede eller letskyggede voksesteder i blandede løvskove. 
På klitterne langs kysterne af Lake Michigan findes arten sammen med bl.a. ene, amerikansk asp, balsampoppel, hedemelbærris, kæmpesilkeplante, liden klokke, markbynke, pilekornel, sandkirsebær, strandfladbælg og Tanacetum huronense.
| Portal | Portal:Botanik |

## Note
1. ↑  web4.msue.msu.edu: M.A. Kost, D.A. Albert, J.G. Cohen, B.S. Slaughter, R.K. Schillo, C.R. Weber og K.A. Chapman: Natural Communities of Michigan: Classification and Description (engelsk)